# خورخي لويس دوس سانتوس
خورخي لويس دوس سانتوس (بالبرتغالية: Jorge Luís dos Santos‏) هو لاعب كرة قدم برازيلي، ولد في 23 أبريل 1972 في بالوسا في البرازيل. لعب مع النادي الرياضي المركزي وموريرينسي ونادي أفاي لكرة القدم ونادي العروبة ونادي جاز ونادي ليتشويس.